# Polycaoninae
Polycaoninae là một phân họ bọ cánh cứng.